# مسجد بلال بن رباح (المدينة المنورة)
مسجد بلال بن رباح، من المساجد الأثرية الواقعة في المدينة المنورة.

## موقع المسجد
يقع المسجد في بداية شارع الأمير عبد المحسن بن عبد العزيز المسمى بشارع قربان لوقوعه يسار الشارع، ويبعد عن باب السلام بمسافة تُقدر بـ 610م.

## بناء المسجد
يتألف المسجد من ثلاثة أدوار، تحت مستوى الأرض دور، ودور فوقه وبها محلات تجارية يُطلق عليها سوق بلال، والدور الثالث مسجد يمتاز بالقبة والمنارة البديعتان، وقد قام محمد حسين أبو العلا بإنشاء المسجد وتسليمه لإدارة الأوقاف والمساجد حتى تشرف على خدمته، وذلك خلال العقد الأول من القرن الخامس عشر الهجري، وهذا المسجد يختلف عن المسجد الأثري الواقع بالقرب من مسجد المصلى في الجهة الشمالية الغربية من مسجد عمر بن الخطاب رضي الله عنه، والذي أُزيل مؤخراً لتوسعة الطريق، وموقعه الآن في الجهة الشمالية من مبنى البرق والبريد والهاتف بالعنبرية.

## انظر ايضاً
- مسجد قباء
- مسجد العنبرية
- قائمة المساجد في السعودية